# Памятник труженикам тыла (Кострома)
Памятник труженикам тыла (официальное название «Труженикам тыла Костромской области во время Великой Отечественной войны 1941−1945 годов», также называется «Слеза») — памятник в городе Костроме.
Памятник расположен на улице Депутатской на площади возле концертно-выставочного центра «Губернский». Установлен и открыт 13 августа 2006 года.

## История
В 2004 году инициативной группой по сооружению памятника был проведен конкурс на лучшую его идею, в котором могли поучаствовать все желающие. В результате победительницей стала Руфия Симонова из города Солигалича. Воплощением её идеи занялся известный скульптор Вадим Церковников, известный своим памятником Юрию Долгорукому в Костроме. Весной 2005 года началась закладка фундамента и одновременно проводился сбор средств на его возведение — было собрано около 5 млн рублей. Открытие памятника планировалось ко Дню Победы, но было перенесено на 13 августа — День Костромской области. На торжественной церемонии присутствовали представители Администраций города и области, а также авторы скульптуры, ветераны и жители Костромы.

## Описание
Памятник, отлитый в Москве и доставленный в Кострому, представляет собой семиметровый бронзовый монумент, изображающий контур пламени (или слезу), в центре которого фигура женщины с подростком. В руках у женщины — пулемётная лента, в ногах — снаряды. Это было частью продукции, выпускаемой костромичами для фронта. Считается, что прототипом образа женщины стала труженица тыла Евдокия Сергеева, которая в первый год войны добровольцем ушла на трудовой фронт. На момент открытия памятника ей исполнилось 91 год. Бронзовая композиция установлена на постамент в виде усечённой прямоугольной пирамиды из коричневого гранита. На лицевой части постамента выбита надпись: «Благодарные костромичи труженикам тыла Великой Отечественной войны, 1941−1945 г.г.».
Помимо основного монумента на площади имеются две мемориальных плиты плиты: на одной из рассказано о вкладе тыловиков в победу в Великой Отечественной войне, на другой — информация об инициаторах и спонсорах установки монумента.